# Bahnhof Opole Wschodnie

Der Bahnhof Opole Wschodnie [ɔˈpɔlɛ ˈfsxɔdɲiɛ] (deutsch Oppeln Ost oder Oppeln Ostbahnhof) ist ein Bahnhof in der Stadt Opole (Oppeln) am Kilometer 6,386 der Bahnstrecke Opole–Wrocław. Im Bahnhof mündet eine Verbindungskurve vom Oppelner Hauptbahnhof in die Bahnstrecke ein. Vom Bahnhof verläuft eine Stichstrecke westlich zu den Anlagen der nahe der Oder gelegenen Zementfabrik Cementownia Odra sowie zu dem kleinen Hafen und südlich zum früheren Reichsbahnausbesserungswerk Oppeln, auf dessen Gelände heute Gewerbebetriebe mit Gleisanschluss ansässig sind.

## Geschichte
Der Bahnhof wurde mit der Bahnstrecke von Oppeln nach Breslau am 1. Oktober 1909 von den preußischen Staatseisenbahnen unter dem Namen Oppeln Ost eröffnet. Gleichzeitig ging die im Bahnhof abzweigende Stichstrecke zum Zementwerk in Betrieb. Das angeschlossene Brückenbauwerk wurde 1926 erneuert.
1945 wurde der nun in Polen gelegene Bahnhof zum Ankunftsbahnhof für Menschen, die im Zuge der Zwangsumsiedlung von Polen aus den ehemaligen polnischen Ostgebieten 1944–1946 vertrieben worden waren.
Heute wird der Bahnhof nur von wenigen Personenzügen täglich bedient, das Bahnhofsgebäude befindet sich in einem schlechten Zustand. Die Stadt Opole plant, den Bahnhof zu einem von drei städtischen Verkehrsknotenpunkten neben dem Haupt- und dem Westbahnhof auszubauen, wofür insgesamt 29 Millionen Złoty investiert werden sollen, wobei der Nutzen dieses Projektes umstritten ist.